# Loi de l'attraction (Nouvelle Pensée)
 (mai 2025).
Dans la Nouvelle Pensée, la loi de l'attraction est la croyance selon laquelle, en se concentrant sur des pensées positives ou négatives, une personne peut susciter des expériences positives ou négatives dans sa vie,. Cette croyance repose sur l’idée que les individus et leurs pensées seraient constitués de « pure énergie » et que, par un processus décrit comme « l’énergie attire une énergie semblable », il serait possible d’améliorer sa santé, sa richesse ou ses relations personnelles.
La loi de l’attraction est présentée par ses partisans comme l’une des « lois universelles » issues de traditions mystiques. Ceux-ci associent généralement des techniques de recadrage cognitif à des affirmations et à des visualisations créatrices, dans le but de remplacer des pensées jugées limitantes ou auto-destructrices par des pensées considérées comme plus constructives. Un élément central de cette approche consiste à modifier ses schémas de pensée en visualisant comme déjà réalisées les situations souhaitées, ce qui, selon cette croyance, permettrait « d’attirer » des expériences ou des opportunités positives.
La loi de l’attraction ne repose sur aucun fondement scientifique et est classée parmi les pseudosciences. Plusieurs chercheurs ont critiqué l’usage jugé abusif de concepts scientifiques par ses promoteurs,,.

## Histoire
Le mouvement Nouvelle Pensée (Origines de la Loi de l'Attraction) est issu des enseignements de Phineas Quimby dans le début du 19e siècle. Au début de sa vie, Quimby a été diagnostiqué tuberculeux. Malheureusement le traitement médicamenteux ne fonctionne pas et il effectue un voyage à cheval vers sa ville natale Lebanon, dans le New Hampshire. Il retrouve ensuite son état de santé et se rétablit, un événement qui le pousse à étudier « l'influence de l'esprit sur le corps ». Bien qu'il n'ait jamais utilisé les mots « de la Loi de l'Attraction », il explique dans une déclaration le concept dans le domaine de la santé : 

« La maladie est dans l'esprit, car le corps n'est que la maison qui l'abrite, et nous lui accordons la valeur qui est la sienne. Par conséquent, si votre esprit a été trompé par quelque ennemi invisible à travers une croyance, vous pouvez le manifester sous forme d'une maladie, consciemment ou pas. Par ma théorie ou et la vérité, j'entre en contact avec votre ennemi et je restaure votre santé et votre bonheur. Je le fais en partie mentalement et en partie en parlant jusqu'à ce que je corrige les mauvaises impressions et que j'établisse la Vérité, et la Vérité est le remède. »

 En 1877, le terme « Loi de l'Attraction » apparaît pour la première fois dans un livre écrit par la théosophe russe Helena Blavatsky, dans un contexte faisant allusion à un pouvoir d'attraction existant entre les éléments de l'esprit. (Son livre Isis dévoilée traite des mystères ésotériques de la théosophie antique,.)
Mais celui qui a le premier vraiment énoncé la Loi comme principe général a été Prentice Mulford. Mulford, une figure centrale dans le développement des réflexions sur la Nouvelle Pensée, traite de la Loi de l'Attraction longuement, par exemple, dans son essai « la Loi de La Réussite », publié en 1886-1887. En cela, Mulford a été suivie par d'autres auteurs sur la Nouvelle Pensée comme Henri de Bois (à commencer par son Image de Dieu en l'Homme, 1892), et (en) Ralph Waldo Trine (en commençant par son premier livre, Ce que Tout le Monde Recherche, 1896). Pour ces auteurs, la Loi de l'Attraction concerne non seulement la santé, mais tous les aspects de la vie,.
Le 20e siècle a vu une montée de l'intérêt pour le sujet avec beaucoup de livres écrits sur ce thème, parmi lesquels deux des plus grands best-sellers de tous les temps : Think and Grow Rich (1937) de Napoléon Hill et Vous pouvez guérir votre vie (1984) de Louise Hay.
Même si le mouvement New Age intégrant de nombreuses idées nouvelles, incluant celle de La Loi de l'Attraction, la Loi de l'Attraction demeure un nouveau concept à part entière.
En 2006, le concept de la Loi de l'Attraction a retrouvé une exposition notable avec la sortie du film The Secret (film, 2006) (en), qui a ensuite été transcrit dans un livre du même titre en 2007. Le film et le livre ont bénéficié d'une vaste couverture médiatique,. Le livre de Rhonda Byrne a aussi inspiré la réalisation d'un film de fiction basé sur Le Secret, avec Katie Holmes.

## Descriptions
Les auteurs de la Nouvelle Pensée estiment que la Loi de l'Attraction est toujours d'actualité et qu'elle apporte à chaque personne les conditions et les expériences objets de leurs pensées, attentes et désirs prédominants.
Charles Haanel a écrit dans Le Système de Clé maîtresse (1912):« La loi de l'attraction vous apportera certainement et infailliblement les conditions, l'environnement et les expériences de la vie, correspondant à votre attitude mentale habituelle, caractéristique et prédominante. »
Ralph Trine a écrit dans In Tune With The Infinite (1897) : « La loi de l'attraction fonctionne universellement sur tous les plans d'action, et nous attirons tout ce que nous désirons ou attendons. Si nous désirons une chose et en attendons une autre, nous nous divisons en un conflit intérieur, et ceci amène rapidement à des résultats désolants. Déterminez-vous résolument à n'attendre que ce que vous désirez, alors vous n'attirerez que ce que vous désirez. »
Rhonda Byrne a réalisé en 2006 le film Le Secret dans lequel elle met l'accent sur la pensée des personnes voulant obtenir quelque chose, mais aussi sur l'infusion de la pensée dans l'émotion maximale. Elle prétend que la combinaison de la pensée et du sentiment est ce qui attire le désir. Le Secret révèle que votre esprit subconscient peut contrôler tout ce qui se passe autour de vous, y compris les expériences positives, comme avoir quelqu'un qui vous appelle à des kilomètres de distance, et des expériences négatives, comme la mort. R. Byrne souligne la puissance de l'esprit subconscient en proposant au lecteur de prendre le plein contrôle de ses pensées, dans le but de réaliser des choses dans la vie, avec l'esprit, autant que par l'action. Un autre livre de James Redfield, The Celestine Prophecy, affirme que la réalité peut être manifestée par l'homme. L'Homme et l'univers émane une force d'attraction agissant entre eux semblable à une attraction magnétique. La Puissance de Votre Subconscient de Joseph Murphy, dit que les lecteurs peuvent atteindre des objectifs apparemment impossible en apprenant comment mettre leur esprit sous leur contrôle. Le Pouvoir par Rhonda Byrne, L'Alchimiste de Paulo Coelho, et Le Pouvoir du moment Présent par Eckhart Tolle affirment de même. Alors que des témoignages personnels prétendent que le Secret et cette Loi ont fonctionné pour eux, un certain nombre de sceptiques ont critiqué le film et le livre de Rhonda Byrne. Une critique du livre par The New York Times Book Review appelle le secret de la pseudoscience et une « illusion de la connaissance ».

## Fondements philosophiques et religieux
Le concept de La Nouvelle Pensée de la Loi de l'Attraction est enraciné dans des idées qui viennent de diverses traditions philosophiques et religieuses. En particulier, il a été inspiré par l'Hermétisme, le transcendantalisme de la Nouvelle-Angleterre, de versets spécifiques de la Bible, et de l'Hindouisme,,,,,,
L'hermétisme a influencé le développement de la pensée Européenne, à la Renaissance. Ses idées ont été transmises en partie par le biais de l'alchimie. Au 18e siècle, Franz Mesmer a étudié les travaux d'alchimistes comme Paracelse et  Van Helmont. Van Helmont était un médecin du 17e siècle Flamand médecin qui proclamait les pouvoirs curatifs de l'imagination,. Ceci a conduit Mesmer à développer ses idées sur le magnétisme Animal que Phineas Quimby, le fondateur de la Nouvelle Pensée, étudia,.
Le mouvement transcendantaliste  s'est développé aux États-Unis, immédiatement avant l'émergence de la  Nouvelle Pensée et est censé avoir eu une grande influence sur elle. George Ripley, une figure importante de ce mouvement, a déclaré que son idée directrice était « la suprématie de l'esprit sur la matière ».
Les auteurs de la Nouvelle Pensée citent souvent certains versets de la Bible dans le contexte de la Loi de l'Attraction. Un exemple se trouve chez un disciple du Christ, l'évangéliste Marc (11:24) : « C'est pourquoi je vous le dis, tout ce que vous demanderez en priant, croyez que vous l'avez reçu, et cela vous sera accordé. »,,
À la fin du 19e siècle, Swami Vivekananda se rendit aux États-Unis et donna des conférences sur l'Hindouisme. Ces entretiens ont grandement influencé le mouvement la Nouvelle Pensée et en particulier, William Walker Atkinson , qui en a été l'un des pionniers,.

## Critiques
Le magazine Skeptical Inquirer a critiqué le manque de réfutabilité et d'expérimentation de ces allégations. Les Critiques ont fait valoir que les preuves fournies sont généralement anecdotiques et qu'en raison de biais de publication, ainsi que de la nature subjective des résultats, ces rapports sont susceptibles d'être entachés de biais de confirmation et de biais de sélection. le Physicien Ali Alousi, par exemple, a critiqué cela comme non mesurable et remet en question la possibilité que les pensées puissent affecter quelque chose à l'extérieur de la tête.
La Loi de l'Attraction a été popularisée au début du 21e siècle, par des livres et des films comme Le Secret. Ce film de 2006 et le livre qui a suivi utilisent des entrevues avec des auteurs et des conférenciers de la Nouvelle Pensée pour expliquer les principes de la loi métaphysique proposée qui permettrait d'attirer tout ce que l'on pense avec constance. Écrivant pour le Comité du « Skeptical Inquiry », Mary Carmichael et Ben Radford ont écrit que « ni le film ni le livre n'ont de réel fondement scientifique », et que leurs prémisses comportent « un mauvais côté : si vous avez un accident ou une maladie, c'est de votre faute ».
D'autres ont remis en question les références à la théorie scientifique moderne, et ont maintenu, par exemple, que la Loi de l'Attraction représente de manière erronée l'activité électrique des ondes cérébrales. Victor Stenger et Leon Lederman, critiques sur des tentatives d'utiliser le mysticisme quantique pour faire un lien avec des effets inexpliqués ou apparemment invraisemblables, estimant ceci caractéristique de la pseudoscience moderne.

## Partisans éminents
- En 1891, l'auteur et humoriste californien Prentice Mulford utilisa les termes de « Law of Attraction » (Loi d'Attraction) dans ses essais Some Laws of Health and Beauty and Good And Ill Effects of Thought.
- En 1897, Ralph Waldo Trine écrivit dans In Tune with the Infinite au second paragraphe du chapitre 9, « La Loi de l'Attraction fonctionne sans cesse dans tout l'univers, et le seul grand fait qui ne change jamais à son sujet, comme nous l'avons trouvé, est que le semblable attire son semblable. »[49]
- (en) Thomas Troward, qui a eu une forte influence dans le Mouvement de la Nouvelle Pensée, a donné une conférence en 1904 dans laquelle il a affirmé que la pensée précède la forme physique et « l'action de la graine semée dans le mental est le noyau qui, si on le laisse croître sans être perturbé, finira par attirer à lui-même toutes les conditions nécessaires à sa manifestation sous une forme visible vers l'extérieur. »[50]
- En 1902, l'écrivain anglais de la Nouvelle Pensée James Allen (bien connu pour avoir écrit As a Man Thinketh) écrivit une série de livres et d'articles entre 1901 et 1912, après quoi son épouse Lily a continué son travail.
- Dans son livre sur le mouvement de la Nouvelle Pensée William Walker Atkinson utilisa l'expression « Vibration de la pensée ou la Loi de l'Attraction » (1906), déclarant que « le semblable attire son semblable »[51].
- Prosperity Through Thought Force de Bruce MacLelland (1907), un livre sur la théologie de la prospérité, résume le principe qui suit : « Vous êtes ce que vous pensez, pas ce que vous pensez que vous êtes ». Il a été publié par Elizabeth Towne, l'éditrice de The Nautilus Magazine, a Journal of New Thought[52].
- L'auteur Théosophe William Quan Judge utilisa l'expression « Law of Attraction » dans The Ocean of Theosophy (1915)[53].
- Un autre auteur théosophique Annie Besant évoqua  la 'Loi de l'Attraction' en 1919[54]. Besant la compara dans sa version à la gravitation, et dit que la loi représentait une forme de karma[55].
- Napoleon Hill publia deux livres sur ce thème. Le premier, The Law of Success in 16 Lessons (Les lois du succès en 16 leçons) (1928), se réfère directement et de façon répétée à la Loi de l'Attraction et suggère qu'elle fonctionne en utilisant les ondes radio transmises par le cerveau. Le second, Think and Grow Rich  (Réfléchir et devenir riche) (1937), a été vendu à 100 millions d'exemplaires (nombre recensé en 2015)[56]. Hill a insisté sur l'importance de contrôler ses propres pensées afin d'atteindre le succès, ainsi que sur l'énergie des pensées ont et leur capacité à attirer d'autres pensées. Il mentionne un « secret » du succès et promet de le décrire indirectement au moins une fois dans chaque chapitre. Il n'est jamais nommé et il dit qu'il est beaucoup plus bénéfique de le découvrir par soi-même. Beaucoup de gens se sont disputés [57]sur ce dont il s'agissait réellement, certains prétendent que c'est la loi de l'attraction. Hill affirme que le « secret » n'est pas mentionné moins de cent fois, alors que la référence « attirer » est utilisée moins de 30 fois dans le texte. Il affirme en outre que les gens peuvent obtenir ce qu'ils désirent en pensant à un but précis.
- Israel Regardie publia des livres traitant du thème de la Loi de l'Attraction qu'il considère comme une des lois universelles prédominantes. Dans The Art of True Healing: A Treatise on the Mechanism of Prayer and the Operation of the Law of Attraction in Nature (1937), il enseigne une technique de méditation ciblée pour aider l'esprit à apprendre à se guérir sur le plan physique et spirituel. Regardie prétendit que la Loi de l'Attraction est une méthode valable pour attirer une bonne santé physique et pour améliorer n'importe quel aspect de la vie d'une personne[58].
- En 1960, W. Clement Stone et Napoleon Hill co-écrivent Success Through a Positive Mental Attitude  (Le succès par une attitude mentale positive). [59]
- En 1988, The American Myth of Success de Richard Weiss affirme que le principe de « non-résistance » est un concept populaire issu du mouvement de la Nouvelle Pensée et qu'il est enseigné conjointement avec la Loi de l'Attraction[60].
- En 2008, le livre d'Esther et de Jerry Hicks Money and the Law of Attraction : Learning to Attract Health, Wealth & Happiness (Argent et Loi d'Attraction : apprendre à attirer la santé, la richesse et le bonheur) figure sur la liste des meilleures ventes du New York Times[61].
- Rhonda Byrne, auteur de The Secret, The Power et The Magic (Le Secret, Le pouvoir et La Magie), a été influencé par The Science of Getting Rich de Wattles[62].
- Conor McGregor a prétendu utiliser la loi de l'attraction. Il a dit, « C'est ce que j'ai rêvé dans la réalité », en remportant son deuxième titre de champion de l'UFC[63].
- Scott Adams, créateur de Dilbert[64].
- Mike Cernovich, blogueur « alt-right »[65].
- Norman Vincent Peale, pasteur de Donald Trump[66].